# 국가대후랄
국가대후랄(몽골어: Улсын Их Хурал 울신 이흐 후랄)은 몽골의 단원제 입법부이다. 126명으로 구성되며, 지역구는 78석, 비례대표는 48명을 선출한다. 임기는 4년이다.
2024년 총선거부터 의석 수가 76석에서 126석으로 변경되었다. 
국가대후랄을 구성하는 정당은 직접 선거로 선출되는 대통령 후보자를 추천할 수 있으며, 대통령이 지명한 총리와 각부 장관을 인준할 권한이 있다.

## 같이 보기
- 몽골의 정치
- 몽골의 정당